# Паисий (село)
Паисий (болг. Паисий) — село в Болгарии. Находится в Великотырновской области, входит в общину Горна-Оряховица. Население составляет 109 человек (2022).

## Политическая ситуация
Паисий подчиняется непосредственно общине и не имеет своего кмета.
Кмет (мэр) общины Горна-Оряховица — Йордан Стефанов Михтиев (Граждане за европейское развитие Болгарии (ГЕРБ)) по результатам выборов.